# Frente Justicia, Unión y Libertad
Le Frente Justicia, Unión y Libertad (FREJULI, Front Justice, Union et liberté) est une coalition électorale et un groupe parlementaire péroniste de droite, créé en 2007 après le Congrès national justicialiste de Potrero de los Funes. Reprenant les initiales de la coalition péroniste lors des élections de 1973 (le Frente Justicialista de Liberación (es)), le FREJULI prétend incarner le péronisme orthodoxe face au kirchérisme incarné par le Front pour la victoire de Néstor et Cristina Fernandez de Kirchner.
Il est dirigé par les frères Alberto et Adolfo Rodríguez Saá (celui-là étant gouverneur de la province de San Luis, et celui-ci ex-président éphémère lors de la crise de 2001), Ramón Puerta (ex-gouverneur de Misiones) et l'ex-président de la République Carlos Menem, qui avait mené une politique néolibérale dans les années 1990.
Une décision de justice leur a dénié le droit d'utiliser le sigle du Parti justicialiste, ce pour quoi ils ont adopté cet acronyme.
À l'élection présidentielle de 2007, le FREJULI présenta le gouverneur Alberto Rodríguez Saá comme candidat, accompagné d'Héctor Maya comme candidat à la vice-présidence, contre la candidature du Front pour la victoire et du Parti justicialiste, Cristina Kirchner. Rodríguez Saá arriva quatrième, avec un peu plus de 7 % des voix.